# Katrin Sjögren
Katrin Sjögren, född 2 februari 1966 i Mariehamn, är en åländsk politiker (liberal). 

## Karriär
Sjögren blev ledamot av Ålands lagting år 2003 och var social- och miljöminister i Ålands landskapsregering 2007–2011. Hon blev ordförande för Liberalerna på Åland 2012 och efter att partiet vunnit valet 2015 utsågs hon till Ålands lantråd (regeringschef). Sjögren fungerade som lantråd fram till 2019 när Veronica Thörnroos valdes till lantråd. År 2023 återvaldes Sjögren till Ålands lantråd.

## Utmärkelser
- Kommendör av Nordstjärneorden,  juni 2022[5]

[Redigera Wikidata]